# Cutie Honey Universe
Cutie Honey Universe (キューティーハニー ユニバース?) è una serie televisiva anime appartenente al franchise Cutie Honey di Go Nagai. È stata trasmessa dall'8 aprile al 24 giugno 2018.
Per l'Italia i diritti sono stati acquistati da Yamato Video che ha pubblicato la serie in versione sottotitolata sul sito di Paramount Network il 16 settembre 2019 e in versione doppiata sul canale Anime Generation di Prime Video dal 27 dicembre 2021 fino al 7 marzo 2022.

## Doppiaggio
| Personaggio                | Doppiatore giapponese | Doppiatore italiano   |
| -------------------------- | --- | --------------------- |
| Honey Kisaragi/Cutie Honey | Maaya Sakamoto (Honey Kisaragi/Cutie Honey) Maaya Uchida (Hurricane Honey) Yukari Tamura (Misty Honey) Tomoyo Kurosawa (Flash Honey) Kana Hanazawa (Idol Honey) Suzuko Mimori (Flash Honey) | Katia Sorrentino      |
| Sister Jill                | Atsuko Tanaka | Marina Thovez         |
| Natsuko Aki                | Yui Horie | Giulia Bersani        |
| Tarantula Panther          | Rie Kugimiya | Martina Felli         |
| Seiji Hayami               | Shintaro Asanuma | Diego Baldoin         |
| Danbei Hayami              | Kosei Tomita | Mario Scarabelli      |
| Akebi Tetora               | Rui Tanabe | Veronica Cuscusa      |
| Momomi Wareme              | Yuki Hirose | Valentina Pallavicino |
| Junpei Hayami              | Yuka Terasaki | Annalisa Longo        |
| Dragon Panther             | Chiaki Takahashi | Gea Riva              |
| Naoko Sukeban              | Romi Park | Simona Biasetti       |
| Alphonse                   | Minoru Shiraishi | Alessandro Capra      |
| Preside Pochie             | Ryo Naito | Maurizio Merluzzo     |
| Badfly Claw                | Masumi Asano | Tania De Domenico     |
| Cutter Claw                | Akeno Watanabe | Francesca Bielli      |
| Breast Claw                | Ryoko Shintani | Beatrice Caggiula     |
| Dottor Takeshi Kisaragi    | Katsuji Mori | Marco Balzarotti      |
| Fire Claw                  | Sanae Kobayashi | Chiara Francese       |
| Black Claw                 | Mie Sonozaki | Debora Magnaghi       |
| Kogoro Iboji               | Ippei Orishima | Lorenzo Scattorin     |
| Sindaco/Iron Shadow        | Minori Chihara | Chiara Francese       |
| Snake Panther              | Sachiko Kojima | Debora Magnaghi       |
| Panther Zora               | Sachiko Kobayashi | Emanuela Pacotto      |

## Episodi
| Nº | Titolo italiano Giapponese 「Kanji」 - Rōmaji                                                                                         | In onda        | In onda          |
| Nº | Titolo italiano Giapponese 「Kanji」 - Rōmaji                                                                                         | Giapponese     | Italiano         |
| 1  | Tutto di te è perfetto 「あなたの全ては完璧」 - Anata no subete wa kanpeki                                                            | 8 aprile 2018  | 27 dicembre 2021 |
| 2  | La gioia sincera di averti incontrata 「あなたに出会えた事の心からの喜び」 - Anata ni deaeta koto no kokoro kara no yorokobi          | 15 aprile 2018 | 27 dicembre 2021 |
| 3  | Sono fatta per te 「私はあなたにふさわしい」 - Watashi wa anata ni fusawashī                                                          | 22 aprile 2018 | 3 gennaio 2022   |
| 4  | Bellezza pura 「無垢の美しさ」 - Muku no utsukushi-sa                                                                                 | 29 aprile 2018 | 10 gennaio 2022  |
| 5  | Ti amerò finché morte non ci separi 「死ぬまで気持ちは変わりません」 - Shinu made kimochi wa kawarimasen                              | 6 maggio 2018  | 17 gennaio 2022  |
| 6  | Che la fortuna ti assista 「あなたの幸福を祈る」 - Anata no kōfuku o inoru                                                            | 13 maggio 2018 | 24 gennaio 2022  |
| 7  | Devota solo a te 「あなただけに尽くします」 - Anata dake ni tsukushimasu                                                              | 20 maggio 2018 | 31 gennaio 2022  |
| 8  | Giuramento d'amore 「愛の誓い」 - Ai no chikai                                                                                        | 27 maggio 2018 | 7 febbraio 2022  |
| 9  | Il mondo è solo per noi due 「この世界は二人だけ」 - Kono sekai wa futari dake                                                        | 3 giugno 2018  | 14 febbraio 2022 |
| 10 | Grazie per la tua premura e incoraggiamento 「あなたの思いやり、励ましに感謝します」 - Anata no omoiyari, hagemashi ni kansha shimasu | 10 giugno 2018 | 21 febbraio 2022 |
| 11 | Apparterrai a me fino all'ultimo 「あなたはあくまで私のもの」 - Anata wa akumade watashi no mono                                      | 17 giugno 2018 | 28 febbraio 2022 |
| 12 | Torna da noi portando la speranza 「あなたは希望を持ち帰る」 - Anata wa kibō o mochikaeru                                             | 24 giugno 2018 | 7 marzo 2022     |